# Газ (село)
Газ (кирг. Газ) — село в Баткенском районе Баткенской области Кыргызстана. Входит в состав Кыштутского айылного аймака.

## География
Село расположено в центральной части области, на левом берегу реки Ак-Суу (левый приток реки Сох), на расстоянии приблизительно 23 километров (по прямой) к юго-востоку от города Баткена, административного центра области и района. Абсолютная высота — 1631 метр над уровнем моря.

## Население
Согласно оценочным данным Национального статистического комитета Кыргызской Республики, численность населения села на начало 2023 года составляла 2228 человек.
| год     | 2009 | 2014 | 2015 | 2020 | 2021 | 2023 |
| ------- | ---- | ---- | ---- | ---- | ---- | ---- |
| человек | 1615 | 1864 | 2146 | 2236 | 2201 | 2228 |